# 銀河水管弦楽団
銀河水管弦楽団（ウナスかんげんがくだん）は、朝鮮民主主義人民共和国に存在した楽団である。

## 概要
「銀河水」という名前自体は、朝鮮民主主義人民共和国のメディアで2007〜8年ごろから上り始めた。朝鮮中央テレビで「銀河水音楽」という名前で画面音楽（ミュージックビデオ）が流されたが、普天堡電子楽団傘下の声楽組の一つである「銀河水」所属の歌手が歌い、普天堡電子楽団の演奏家が演奏したものであった（朝鮮国立交響楽団による演奏のものもある）。銀河水管弦楽団初期の主要女性歌手は「銀河水」出身の者が多い。
団員は、2000年代半ば頃一時的に活動した、「国家重奏団」団員から構成されていた。

## 歴史
- 2009年5月 金正日総書記の指示で当楽団が創設
- 2009年9月 ロシア21世紀管弦楽団とロシア国立アカデミー合唱団が訪朝した際、万寿台芸術劇場で、合同公演会を開催
- 上記合同公演会の録画データを「木蘭ビデオ社」から出す
- 2011年1月 同社から他の録音データをCDとして発売
- 2011年7月 銀河水管弦楽団の創作家・芸術人・公演保障成員の表彰
  - 金日成時計表彰：8人
  - 金日成青年栄誉：4人
  - 金正日表彰：11人
  - 人民芸術家：4人
  - 人民俳優称号：3人
  - 功勲芸術家称号：11人
  - 功勲俳優称号：10人
  - その他装飾第1級、国家勲章第3級、功労メダルがその他労働者・芸術家に与えられた。
- 2012年3月 フランスパリで初の海外公演。
  - 第1部では朝鮮民主主義人民共和国らしい曲を演奏。
  - 第2部では、ソウル市立交響楽団の鄭明勳の指揮でラジオ・フランス・フィルハーモニー管弦楽団とブラームスの交響曲第1番を合同演奏。
- 2012年3月 最高人民会議常任委員会政令で金日成勲章授与
- 2013年4月 楽団員に表彰が行われた
  - 人民俳優称号：2人
  - 功勲俳優称号：5人
- 2013年7月 柳京鄭周永体育館にて「祖国解放戦争勝利60周年慶祝音楽会」が行われ、これが銀河水管弦楽団最後の公演になった。公式に登場することはなく、他の楽団に散り散りになったと当時推測された。
- 2013年8月 韓国のメディアが、楽団楽長のムン・ギョンジン、ヴァイオリン奏者のチョン・ソニョン、歌手のキム・ギョンホ、歌手の玄松月が、わいせつ物の作成及び販売の罪により公開銃殺に処されたと報道した。しかし、玄松月については誤報と訂正された。
- 2013年10月 楽団として最後となる楽曲（歌）、「祖国讃歌」《조국찬가》を発表。
- 2014年5月 第9次全国芸術人大会において玄松月の姿が確認された為、誤報は事実であると裏付けられた。また、同大会席上で軍服を着、更に陸軍大佐の肩章をつけていた為、かなりのスピード出世であることもわかった。

## 楽団規模及び編成
楽団の規模については弦楽器パートが少ない。
また、尹伊桑管弦楽団のような中規模編成である。
その他の西洋式管弦楽団とは異なり、電子楽器やバンドやジャズで使われるドラム・サックスなどのパートがあるのも銀河水管弦楽団の大きな特徴である。
楽団初期には西洋の楽器ばかりであったが、2011年頃からは同国で改良された所謂「民族楽器」と呼ばれる物も積極的に取り入れられ、対等な編成の割合になった。

## 演奏スペック
「ポップオーケストラ」に近い楽団仕様であるが、サックスパートはジャズバンドのような演出をすることがあった。
「ジャズ」「ブルース」「ロック」などの西洋の大衆音楽を共和国人民が海外の文化を理解してから受け入れるようになった。

## メンバー

### 団員編成
幼少より早期英才教育を受け、平壌音楽大学など、共和国内の音楽教育機関にて優秀な成績で卒業した若い音楽家、芸術家から選抜された音楽のエリート集団である。
共和国唯一の音楽コンクール、「2.16芸術賞」をはじめとする国内外様々なコンクールで入賞し、海外留学からの帰国子女の演奏家も多数配属されている。
朝鮮国立交響楽団や尹伊桑管弦楽団から再配置された楽団員もいる。
男女混合であるのは尹伊桑管弦楽団と同じだが、こちらはルックスも抜群である。

### 幹部
団長は、作曲家の人民芸術家チャン・ジョイル（後に朝鮮国立交響楽団団長を務め、2017年7月死去）が務めた。

### 指揮者
首席指揮者は、平壌音楽大学でピアノを専攻し、卒業後に母校の管弦楽団で指揮の経験を積んだ後にオーストリアへ留学したリ・ミョンイルが務めていた。
また、チョン・ミンチョル、ユン・ボムジュ、キム・チュンイルなどの副首席、客員も担当していたが、2011年以降は、リ・ミョンイルとユン・ボムジュの2人体制で公演が進められている。

### 演奏家
2013年8月に公開銃殺に処された楽長であるムン・ギョンジンは、2005年に開催されたカーネティ国際ヴァイオリンコンクールで優勝した経験がある。
また、ドラム担当のリ・ジニョクは、2000年5月に平壌学生少年芸術団が韓国で初公演したとき、ほぼ全ての打楽器を打って見せて、韓国で話題になった。

### 楽団解散後
2013年の楽団解散後、残りの団員は功勲国家合唱団や青峰楽団、万寿台芸術団などに分かれた。
バイオリン奏者キム・スミョンは、楽団の解散後2015年に青峰楽団の楽長兼第1ヴァイオリン奏者として新たに舞台に上がったが、やはり同じヴァイオリン奏者のペク・ヒョニ、パク・ミョンジン、ソ・グクソンも同楽団の弦楽器パートを担当している。ピアノのヨ・シムなども同楽団で見ることができる。サクソフォーンのファン・スンチョル、トランペットのキム・チョルジュンは同楽団で2015年〜2016年の間に演奏者として参加したが、後に功勲国家合唱団に移っている。

## 主な歌手
公演において多くの歌手が出演したが、どこまでが楽団専属の歌手なのかは不明な点も多い。ここでは銀河水管弦楽団の公演で特に活躍した歌手を挙げる。

### 女声
- リ・ヒャンスク（李香淑、리향숙）人民俳優、ソプラノ。万寿台芸術団を経て国家重奏団時代から活躍。現在金元均名称音楽総合大学声楽学部長。
- ファン・ウンミ（黄恩美、황은미）人民俳優、ソプラノ。現在功勲国家合唱団所属。
  - 独唱代表曲として「一心に従います」《한마음 따르렵니다》など。
- ソ・ウニャン（徐恩香、서은향）人民俳優、ソプラノ。現在金元均名称音楽総合大学平壌第2音楽学院声楽教員。
- チャン・ヨンオク（張英玉、장영옥)　人民俳優、ソプラノ。現在血の海歌劇団所属。
  - 独唱代表曲として「進もう朝鮮よ、並進前へ」《나가자 조선아 병진 앞으로》など。
- ペク・ミヨン（백미영）人民俳優、ソプラノ。国家重奏団時代から活躍。現在功勲国家合唱団所属。
- ロ・ウンビョル（로은별）功勲俳優、ソプラノ。
- ハム・グムジュ（함금주）ソプラノ。朝鮮人民内務軍協奏団を経て現在功勲国家合唱団所属。
- キム・ミョンシン（김명신） メゾソプラノ。現在血の海歌劇団所属。
- キム・ヒャン（김향）ソプラノ。現在血の海歌劇団所属。
- パク・クムヒ（박금희）ソプラノ。現在万寿台芸術団所属。
- キム・ギョンヒ（김경희） ソプラノ。現在万寿台芸術団所属。
- リ・ジョンファ（리정화） ソプラノ。現在万寿台芸術団所属。
- チャン・ソンミ（장송미） ソプラノ。現在万寿台芸術団所属。

### 男声
- ムン・ミョンサム（文明三、문명삼） 功勲俳優、バス。現在血の海歌劇団所属。
- キム・ウンサム（金雄三、김웅삼） テノール。現在万寿台芸術団所属。
  - 独唱代表曲として「うちの女房」《우리 집사람》など。
- リ・チュニル（리춘일） テノール。現在万寿台芸術団所属。
- リ・グムヒョク（리금혁）テノール。現在万寿台芸術団所属。
- キム・ユチョル（김유철）バリトン。血の海歌劇団を経て銀河水管弦楽団へ。
- ナム・ウォンチョル（남원철） バリトン。朝鮮人民内務軍協奏団を経て現在万寿台芸術団所属。
- キム・ヨンジェ（김용재） バリトン。後に朝鮮人民内務軍協奏団に移籍。
  - 独唱代表曲として「ソルラル（正月）」《설날》など。
- キム・ギョンホ（김경호） バリトン。功勲国家合唱団所属の独唱歌手である人民俳優キム・ギヨン（김기영）の息子。ポルノ事件に関与したとして銃殺刑に処せられたと伝わる。
- カン・ギョンフン（강경훈） バリトン。現在功勲国家合唱団所属。
- キム・テリョン（김태룡） テノール。現在功勲国家合唱団所属。

### その他
公演において、普天堡電子楽団傘下の「牡丹峰（六）重唱組」やワンジェサン芸術団の歌手らで構成される「ワンジェサン六重唱組」の歌手も出演した。「牡丹峰重唱組」の歌手として李雪主も出演していた。また万寿台芸術団など他の芸術団体の歌手や青年学生・学生少年の客演もあり、呉克烈や金元弘といった軍人・政治家やスポーツ選手など、歌手でない人物もゲストないし飛び入りで歌唱していた。元ワンジェサン軽音楽団・普天堡電子楽団歌手の玄松月（現在、牡丹峰楽団団長、朝鮮労働党中央委員会候補委員）も2012年3月8日に行われた音楽会で飛び入り出演した。

## 常駐公演会場
2011年7月、平壌に楽団の常駐会場である銀河水劇場が完成し、金正日総書記と金正恩朝鮮労働党中央軍事委員会副委員長（当時）が開館記念コンサートを観覧された。
ただし劇場規模が小さい方なので、大規模な聴衆を動員するコンサートの場合、平壌大劇場や東平壌大劇場、万寿台芸術劇場、人民劇場、柳京鄭周永体育館のような平壌市内の大型公演会場や平壌市内の体育館で開催している。加えて2012年新年音楽会などの特別な場合に限り、慈江道熙川市と咸鏡南道咸興市など地方公演もした。

## 関連する項目
- 牡丹峰楽団
- 青峰楽団
- 功勲国家合唱団
- 万寿台芸術団
- 旺載山軽音楽団
- 普天堡電子楽団
- 三池淵楽団